# Iglesia de San Jorge (Alcoy)
La iglesia de San Jorge se encuentra situada en la calle Santo Tomás número 10 de Alcoy (provincia de Alicante, Comunidad Valenciana, España). Dedicado al santo patrón de la ciudad, es un templo historicista de propiedad privada y vinculado a las fiestas de moros y cristianos de Alcoy. 
El edificio actual sustituye a otro anterior barroco derribado en 1913 y fue terminado de construir en 1921 según el proyecto presentado por el arquitecto contestano Timoteo Briet Montaud (1913), con intervenciones también del arquitecto alcoyano Vicente Valls Gadea y del escultor Lorenzo Ridaura Gosálbez que realizó el altar mayor en 1918.

## Descripción

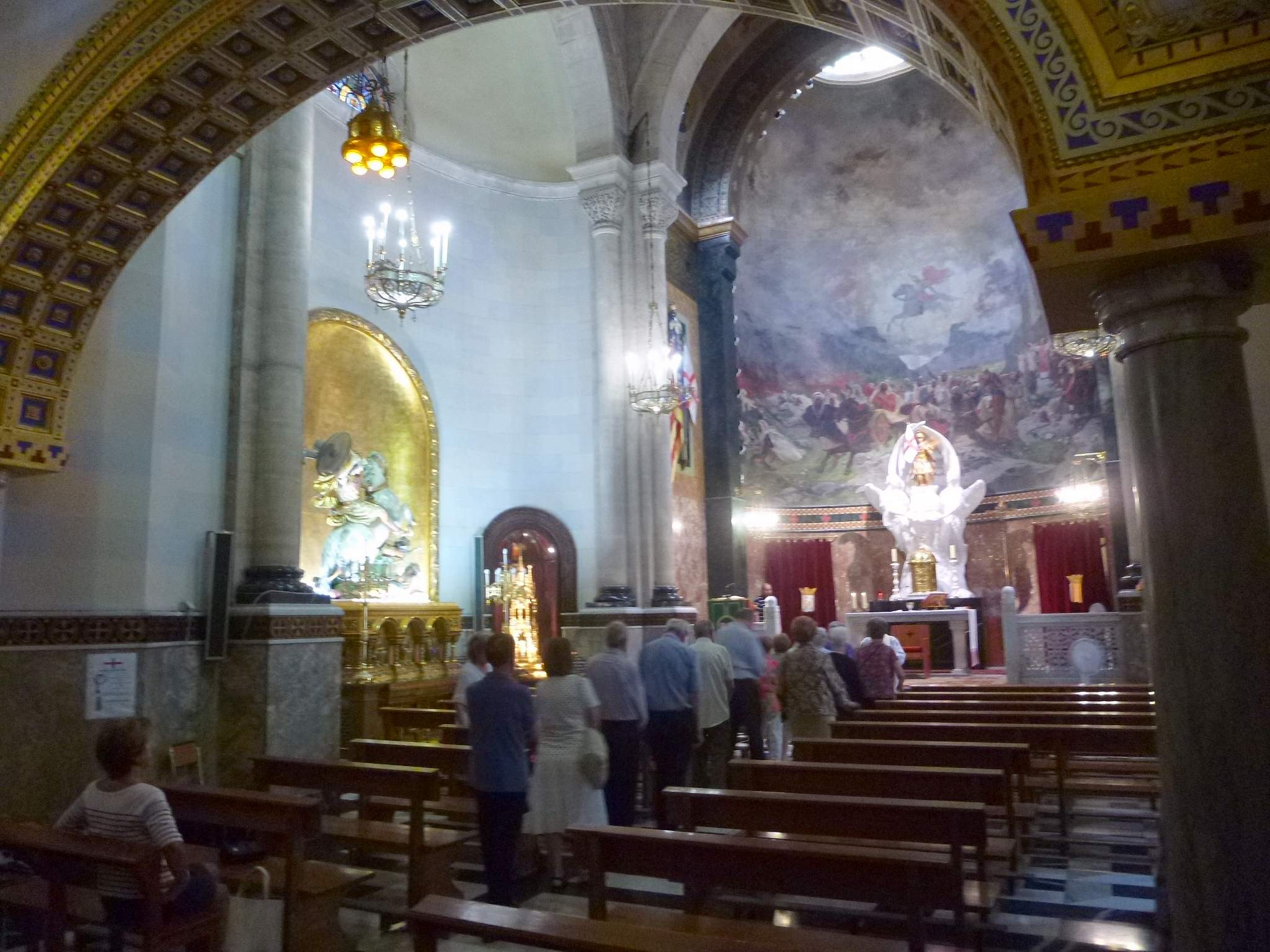
Aspecto del interior

Se trata de un templo de planta central y estilo neobizantino, cuatrilobulada, con cúpula de tambor de gran altura sobre trompas, decorada con un mosaico que representa el pantocrátor.
A los pies se sitúa el coro alto sobre un espacio intermedio que une exterior con interior a modo de atrio. El ábside de la cabecera está presidido por un gran mural pictórico obra de Fernando Cabrera Cantó. La obra representa la mítica intervención de San Jorge en auxilio de los alcoyanos durante el ataque a la villa por las tropas musulmanas en 1276.
Exteriormente destacan los testeros triangulares de las naves, la cúpula y sus dos torres prismáticas, simétricas, con cubiertas a cuatro aguas y con series de pequeños arcos lombardos en ventanas, remates, ménsulas y cornisas, en mezcla de revival mudéjar y románico.
En el interior destaca la decoración a base de piedras naturales, vidrieras de colores y capiteles con motivos vegetales y la combinación de mármoles verdes, grises, blancos y negros que contrastan con la piedra caliza de paredes, fustes y capiteles, así como las puertas de bronce con dibujos vegetales y geométricos.

## La guerra civil y el museo de Peresejo
La iglesia de San Jorge pudo salvar la mayoría de su patrimonio durante la guerra civil española debido a la intervención particular de un pintor y un escultor, conscientes de su valor patrimonial y artístico.
Al inicio de la guerra civil española la iglesia de San Jorge corría peligro de ser saqueada o incendiada, tal y cómo ya había ocurrido anteriormente el 1 de abril de 1936 en otras iglesias de Alcoy, como en la iglesia de Santa María o la iglesia San Mauro, hecho que no pasaría desapercibido para el escultor José Pérez Pérez "Peresejo", que también conocía la intención de derribar la iglesia de San Agustín.
El escultor José Pérez Pérez "Peresejo" tuvo la iniciativa de convertir la iglesia en un museo popular que albergarse sus propias esculturas y el patrimonio artístico alcoyano y en donde se impartiesen clases de pintura, escultura y dibujo. Presentó una petición a tal efecto el 28 de julio de 1936 ante el Comité Revolucionario de Alcoy. El Consejo Económico Político Social de Alcoy autorizó la iniciativa y gracias al escultor se conservó la propia iglesia de San Jorge y numerosos objetos artísticos procedentes de las iglesias derribadas de Santa María y San Mauro, además de otras obras de arte confiscadas durante la guerra.
Por otra parte, el pintor alcoyano Vicente Pérez Jordá, pasando un día por la puerta de la iglesia se percató de que estaban arrrancando el lienzo del pintor Fernando Cabrera Cantó. Les comentó a los milicianos que a él le serían muy útiles esos lienzos para poder aprovecharlos por su reverso. Le dijeron que necesitaba un permiso, cosa que el pintor solicitó y le fue concedido. Acudió de nuevo a la iglesia de San Jorge para llevarse el lienzo de Cabrera a hombros, que custodió en su casa. Después de la guerra civil el lienzo fue repuesto en su lugar original, sufragando los costes de restauración y reposición el hijo de Fernando Cabrera.
No corrieron la misma suerte las esculturas de los ángeles del altar mayor del escultor alcoyano Lorenzo Ridaura Gosálbez que fueron destruidas a golpes y descabezadas a finales de julio de 1936, al inicio de la guerra. De las esculturas se conservan únicamente las cabezas en el Casal de Sant Jordi.